# NBA Clutch Player of the Year Award
De NBA Clutch Player of the Year Award is een jaarlijkse prijs die wordt uitgereikt in de NBA voor de speler die "Het meest belangrijk is voor zijn club wanneer het er toe doet". De winnaar krijgt de Jerry West Trophy genoemd naar Jerry West. De winnaar wordt gekozen door een panel van journalisten nadat de coaches een shortlist hebben gemaakt. De prijs wordt uitgereikt vanaf het seizoen 2022/23 en de eerste winnaar werd De'Aaron Fox van de Sacramento Kings.

## Erelijst
| Seizoen | Speler        | Positie | Nationaliteit    | Club                  |
| ------- | ------------- | ------- | ---------------- | --------------------- |
| 2022/23 | De'Aaron Fox  | Guard   | Verenigde Staten | Sacramento Kings      |
| 2023/24 | Stephen Curry | Guard   | Verenigde Staten | Golden State Warriors |
| 2024/25 | Jalen Brunson | Guard   | Verenigde Staten | New York Knicks       |

## Winnaars per club
| Aantal | Ploeg                 | Jaar |
| ------ | --------------------- | ---- |
| 1      | Sacramento Kings      | 2023 |
| 1      | Golden State Warriors | 2024 |
| 1      | New York Knicks       | 2025 |